# Neuseeländische Badmintonmeisterschaft 1973
Die Neuseeländische Badmintonmeisterschaft 1973 fand vom 4. bis zum 8. September 1973 in Auckland statt. Es war die 40. Austragung der Badmintonmeisterschaften von Neuseeland.

## Finalresultate
| Disziplin    | Sieger                          | Finalist                     | Ergebnis           |
| ------------ | ------------------------------- | ---------------------------- | ------------------ |
| Herreneinzel | Richard Purser                  | Ross Livingston              | 15-12, 15-6        |
| Dameneinzel  | Alison Branfield                | Gaynor Weatherley            | 5-11, 12-10, 11-7  |
| Herrendoppel | Richard Purser Bryan Purser     | Ross Livingston John Compton | 15-2, 15-0         |
| Damendoppel  | Alison Branfield Robin Denton   | P. Stevens F. Walters        | 15-6, 15-0         |
| Mixed        | Richard Purser Alison Branfield | Bryan Purser Robin Denton    | 11-15, 15-7, 18-14 |